# Diretiva de Retorno
A Diretiva 2008/115/CE do Parlamento Europeu e do Conselho, de 16 de dezembro de 2008, relativa a normas e procedimentos comuns nos Estados-Membros para o regresso de nacionais de países terceiros em situação irregular, também conhecida como Diretiva de Retorno, é uma diretiva da União Europeia que regula e determina o regresso obrigatório dos nacionais de países terceiros em situação irregular para um país de origem, um país de trânsito, ou um outro país terceiro, fora do Espaço Económico Europeu (EEE) e do Espaço Schengen.

## Origem da Diretiva
A Diretiva foi adotada por proposta da Comissão Europeia a 1 de setembro de 2005, após o parecer favorável do Parlamento Europeu de 18 de junho de 2008 e por decisão favorável do Conselho de 9 de dezembro de 2008. O projeto com o texto melhorado pelo Parlamento foi aprovado com 369 votos a favor, 197 contra e 106 abstenções, e aprovado pelo Conselho na sua versão melhorada. Nesta altura vários países sul-americanos protestaram de modo vigoroso contra a sua aprovação pelo Parlamento Europeu e insultaram esta política das instituições da União Europeia ao designá-la por uma "política vergonhosa", inclusive após algumas das suas preocupações terem sido acolhidas no texto final da Diretiva.
A Diretiva de Retorno é dirigida aos Estados-Membros da UE e obriga à sua implementação a nível nacional, com exceção da Irlanda que possui uma derrogação (opt-out) na legislação da UE relativa ao Espaço Schengen. A Dinamarca dispõe da possibilidade de transpor a Diretiva, mas não é obrigada a fazê-lo e ainda não a aplicou, porque possui uma derrogação (optou-out) que estipula que quando uma medida é aprovada em relação ao acervo (acquis) de Schengen, a Dinamarca tem 6 (seis) meses para decidir se a aplica, e em caso afirmativo entra em vigor na forma de um Acordo Intergovernamental entre a Dinamarca e os restantes Estados-Membros, em vez de ser na forma de uma lei da UE como ocorre nas demais situações. Para a Islândia, a Noruega, a Suíça e o Liechtenstein, esta diretiva representa um novo desenvolvimento do acervo (acquis) de Schengen, pelo que também é vinculativa para estes Estados.
Nos termos do artigo 2.º, n.º 3, a Diretiva de Retorno não se aplica às pessoas que gozem do direito da União à livre circulação de pessoas nos termos do artigo 2.º, n.º 5, do Código das Fronteiras Schengen. Isto inclui todos os cidadãos da União e os nacionais de Estados que lhes sejam equiparados em matéria de liberdade de circulação ao abrigo do direito europeu (atualmente Islândia, Noruega, Liechtenstein e Suíça), bem como os familiares destas pessoas. Isto significa que a diretiva não é aplicável aos cidadãos do EEE e da Suíça, pelo que afeta apenas os nacionais de países terceiros em situação irregular na UE.

## Alvo da política
A Diretiva de Retorno harmoniza as disposições e os procedimentos aplicáveis ao regresso de nacionais de países terceiros sem título de residência válido. Se tal situação ocorreu porque o indivíduo em questão entrou ilegalmente no país, a sua candidatura a asilo foi indeferida ou a sua autorização de residência caducou é, para efeitos de aplicação da lei, irrelevante.
A presente Diretiva não prejudica o direito dos Estados-Membros de aprovarem ou manterem disposições mais favoráveis relativamente às pessoas abrangidas pelo seu âmbito de aplicação, desde que essas disposições sejam compatíveis com o disposto na presente Diretiva (artigo 4.º, n.º 3).

## Definições
Para efeitos da presente directiva, entende-se por:
- Nacional de país terceiro: uma pessoa que não seja cidadão da União, na aceção do n.º 1 do artigo 17.º do Tratado, e que não beneficie do direito comunitário à livre circulação nos termos do n.º 5 do artigo 2.º do Código das Fronteiras Schengen.
- Situação irregular: a presença, no território de um Estado-Membro, de um nacional de país terceiro que não preencha ou tenha deixado de preencher as condições de entrada previstas no artigo 5.º do Código das Fronteiras Schengen ou outras condições aplicáveis à entrada, permanência ou residência nesse Estado-Membro.
- Regresso: o processo de retorno de nacionais de países terceiros, a título de cumprimento voluntário de um dever de regresso ou a título coercivo:
  - ao país de origem, ou
  - a um país de trânsito, ao abrigo de acordos de readmissão comunitários ou bilaterais ou de outras convenções, ou
  - a outro país terceiro, para o qual a pessoa em causa decida regressar voluntariamente e no qual seja aceite.
- Decisão de Regresso: uma decisão ou acto administrativo ou judicial que estabeleça ou declare a situação irregular de um nacional de país terceiro e imponha ou declare o dever de regresso.
- Afastamento: a execução do dever de regresso, ou seja, o transporte físico do Estado-Membro para fora do Espaço Económico Europeu (EEE) e do Espaço Schengen.
- Proibição de entrada: uma decisão ou ato administrativo ou judicial que proíbe a entrada e a permanência no território dos Estados-Membros durante um período determinado e que acompanha uma decisão de regresso.
- Risco de fuga: a existência num caso concreto de razões, baseadas em critérios objetivos definidos por lei, para crer que o nacional de país terceiro objecto de um procedimento de regresso pode fugir.
- Partida voluntária: cumprimento do dever de regressar no prazo fixado na Decisão de Regresso.
- Pessoas vulneráveis: menores, menores não acompanhados, pessoas com deficiência, idosos, grávidas, famílias monoparentais com filhos menores e pessoas que tenham sido vítimas de tortura, violação ou outras formas graves de violência psicológica, física ou sexual.

## Obrigação de registo de todas as decisões no Sistema de Informação de Schengen
Nos termos da Convenção de Aplicação do Acordo de Schengen todas as decisões obrigatórias emitidas pelos Estados-Membros devem ser partilhadas, de imediato, no Sistema de Informação de Schengen (SIS). Pretende-se com esta medida que todos os Estados-Membros tenham acesso rápido às informações sobre as Decisões de Regresso, Decisões de Cessação da Permanência Regular, Ordens de Afastamento e/ou Proibições de Entrada emitidas por outros Estados-Membros, de forma a evitar que os nacionais de países terceiros em situação irregular viajem para outros Estados-Membros com o intuito de fugir à aplicação das decisões obrigatórias emitidas no âmbito da Diretiva de Retorno. Para esta partilha de informações, os Estados-Membros estão obrigados a cumprir o disposto no Regulamento (UE) 2018/1861 do Parlamento Europeu e do Conselho, de 28 de novembro de 2018, relativo ao estabelecimento, ao funcionamento e à utilização do Sistema de Informação de Schengen (SIS) no domínio dos controlos de fronteira, e que altera a Convenção de Aplicação do Acordo de Schengen e altera e revoga o Regulamento (CE) n.° 1987/2006.

## Obrigação de emissão da Decisão de Regresso
O n.º 1 do artigo 6.º obriga os Estados-Membros a emitirem uma Decisão de Regresso a todos os nacionais de países terceiros em situação irregular. Pela primeira vez, os Estados-Membros são obrigados a tomar medidas eficazes para terminar de forma consistente com a permanência ilegal de indivíduos e jamais tolerá-la no seu território nacional. A partir do momento em que é emitida a obrigatória Decisão de Regresso por um Estado-Membro todos os restantes Estados-Membros estão proibidos de emitir uma autorização de residência para o indivíduo em situação irregular em causa e ficam obrigados a adotar todos os esforços necessários para garantir o cumprimento da Decisão de Regresso. O sexto considerando do preâmbulo da Diretiva estabelece que os Estados-Membros devem assegurar que a permanência ilegal de nacionais de países terceiros cesse através de um procedimento justo e transparente.
Se o indivíduo em situação irregular for detentor de um título de residência válido ou de outro título, emitido por outro Estado-Membro e que lhe confira direito de permanência está obrigado a dirigir-se imediatamente para esse Estado-Membro. Sempre que esta exigência seja incumprida pelo nacional do país terceiro em causa ou sempre que for necessária a sua partida imediata por razões de ordem pública ou de segurança nacional, as autoridades do Estado-Membro são obrigadas a emitir uma Decisão de Regresso imediata (artigo 6.º, n.º 2).
Os Estados-Membros podem combinar a Decisão de Regresso com uma Decisão de Cessação da Permanência Regular, uma Ordem de Afastamento e/ou Proibições de Entrada, por decisão ou ato administrativo ou judicial previsto no respectivo direito interno – como tem sido habitual em vários estados-membros como a Alemanha até à atualidade (artigo 6.º, n.ºs 5 e 6).

## Prazo para a Saída Voluntária
Se for tomada a Decisão de Regresso, deve ser concedido ao interessado um prazo de (7) sete a (30) trinta dias para abandonar voluntariamente o Espaço Económico Europeu (EES) e o Espaço Schengen. Os Estados-Membros devem determinar no respetivo direito interno que este prazo só é concedido a pedido do nacional do país terceiro em causa. Neste caso, os Estados-Membros informam os nacionais de países terceiros em causa sobre a possibilidade de apresentar tal pedido (artigo 7.º, n.º 1).
Durante o prazo de partida voluntária, a fim de reduzir o risco de fuga, deve ser exigido ao interessado que se apresente periodicamente às autoridades, faça um depósito de uma caução adequada (para pagar o seu transporte da viagem de regresso e os custos com a sua detenção e processamento), apresente documentos e seja obrigado a permanecer num determinado local como um alojamento ou uma habitação (artigo 7.º, n.º 3).
Se houver risco de fuga ou se o pedido de autorização de residência tiver sido indeferido por ser infundado ou fraudulento, ou se o interessado representar uma ameaça para a ordem pública, a segurança pública ou a segurança nacional, deve ser dispensado o prazo para a partida voluntária ou ser concedido um prazo inferior aos (7) sete dias (artigo 7.º, n.º 4).

## Obrigação da emissão da Ordem de Afastamento
Os Estados-Membros estão obrigados a tomar todas as medidas necessárias para executar a Decisão de Regresso mediante a emissão de uma Ordem de Afastamento sempre que não tenha sido concedido qualquer prazo para a partida voluntária ou sempre que a obrigação de regresso não tenha sido cumprida pelo indivíduo em questão dentro do prazo concedido para a partida voluntária, de acordo com o artigo 8.º. Os Estados-Membros podem emitir esta Ordem de Afastamento por decisão ou ato administrativo ou judicial autónomo (artigo 8.º, n.º 3).
Os Estados-Membros estão obrigados a utilizarem medidas coercivas para impor o Afastamento de um nacional de país terceiro sempre que este resista a uma Decisão de Regresso, e tais medidas devem ser proporcionadas e não devem exceder o uso razoável da força. Estas medidas coercivas devem ser executadas em conformidade com a legislação nacional, de acordo com os direitos fundamentais e no devido respeito pela dignidade e integridade física dos nacionais de países terceiros em causa (artigo 8.º, n.º 4).
Nas operações de afastamento por via aérea, os Estados-Membros devem ser tidas em conta as Orientações comuns em matéria de disposições de segurança nas operações conjuntas de afastamento por via aérea, anexas à Decisão 2004/573/CE (artigo 8.º, n.º 5).
Os Estados-Membros estão obrigados a estabelecer um sistema eficaz de controlo do cumprimento dos regressos forçados por Ordens de Afastamento (artigo 8.º, n.º 6).
Os Estados-Membros podem adiar a expulsão por um período de tempo razoável, tendo em conta as circunstâncias específicas de cada caso, nomeadamente, razões técnicas como a falta de capacidade de transporte ou o afastamento falhado devido à ausência de identificação do indivíduo em causa (artigo 9.º, n.º 2).

## Proteção dos menores desacompanhados
Antes de emitir uma Decisão de Regresso aplicável a um menor não acompanhado, deve ser concedida assistência pelos organismos adequados para além das autoridades que executam o regresso, tendo na devida conta o interesse superior da criança (artigo 10.º, n.º 1).
Antes de emitir uma Ordem de Afastamento um menor não acompanhado para fora do seu território, as autoridades do Estado-Membro devem garantir que o menor é entregue no Estado de regresso a um membro da sua família, a um tutor designado ou a uma estrutura de acolhimento adequada (artigo 10.º, n.º 2).

## Obrigação da imposição de uma Proibição de Entrada
Sempre que não tenha sido concedido qualquer prazo para a partida voluntária ou sempre que a Decisão de Regresso não tenha sido cumprida pelo indivíduo em causa, o Estado-Membro está obrigado a impor uma Proibição de Entrada. Nos outros casos, as Decisões de Regresso podem também ser, de modo opcional, acompanhadas da Proibição de Entrada (artigo 11.º, n.º 1).
A duração da Proibição de Entrada é determinada tendo em devida consideração todas as circunstâncias relevantes do caso concreto, e, regra geral, corresponde a (5) cinco anos. Essa duração pode, contudo, ser superior a (5) cinco anos sempre que o nacional de país terceiro constituir uma ameaça grave para a ordem pública, a segurança pública ou a segurança nacional (artigo 11.º, n.º 2).

## Garantias processuais
As Decisões de Regresso e – se aplicável – as decisões de Proibição de Entrada ou de Ordem de Afastamento são feitas por escrito e contêm razões factuais e legais (artigo 12.º, n.º 1). A pedido do interessado, deve ser disponibilizada uma tradução escrita ou oral dos elementos mais importantes de uma decisão (artigo 12.º, n.ºs 2 e 3).

## Detenção para efeitos de Afastamento: requisitos, proteção legal, duração e acomodação
A Detenção até ao Afastamento só pode ser imposta a fim de preparar o regresso e/ou efetuar o processo de Afastamento, especialmente se houver risco de fuga ou se o interessado contornar ou dificultar a preparação do regresso ou o procedimento de deportação. O período de detenção deve ser o mais curto possível e prolongar-se apenas até à duração das diligências de Afastamento em curso, desde que estas sejam efetuadas com o devido cuidado (artigo 15.º, n.º 1).
A Detenção é sempre decretada por uma autoridade administrativa ou judicial por escrito, com a menção das razões de fato e de direito. Se a Detenção for ordenada por uma autoridade administrativa, a medida deve ser sujeita ao posterior controlo jurisdicional célere ex officio da legalidade, a decidir o mais rapidamente possível a contar do início da detenção (artigo 15.º, n.º 2).
A Detenção deve ser sempre mantida enquanto se verificarem as condições e na medida do necessário para garantir que o Afastamento seja realizado com sucesso, mas, em regra, o prazo limite da Detenção não deve durar mais do que (6) seis meses (artigo 15.º n.º 5).
Os Estados-Membros estão obrigados a prorrogar o prazo de (6) seis meses por um máximo de (12) doze meses adicionais nos casos em que, independentemente de todos os esforços razoáveis que tenham envidado, se preveja que a operação de Afastamento dure mais tempo, por força de falta de cooperação do nacional de país terceiro em causa, ou de atrasos na obtenção da documentação necessária junto de países terceiros (artigo 15.º, n.º 6).
A detenção deve ocorrer em Centros de Detenção Especiais ou, se isso não for possível, em Centros de Detenção Comuns, mas com o devido respeito pelo princípio da separação dos presos comuns (artigo 16.º, n.º 1). O indivíduo detido deve poder contatar os seus representantes legais, familiares e as autoridades consulares competentes no momento oportuno (artigo 16.º, n.º 2). Deve ser atribuída especial atenção à situação das pessoas vulneráveis e serem prestados cuidados de saúde urgentes e o tratamento básico de doenças (artigo 16.º, n.º 3).

## Detenção pendente de Afastamento para menores e famílias
No caso de menores não acompanhados e famílias com menores, a detenção é utilizada apenas por um prazo adequado que deve ser o mais curto possível (artigo 17.º, n.º 1).  Para as famílias detidas que aguardam a execução do Afastamento, os Estados-Membros devem criar nos Centros de Detenção acomodações separadas que garantam um nível adequado de privacidade (artigo 17.º, n.º 2). Aos menores detidos deve ser dada a oportunidade de desenvolverem atividades de lazer, incluindo jogos e atividades recreativas apropriadas à sua idade, e, em função da duração da permanência, devem ter acesso à educação (artigo 17.º, n.º 3). Na medida do possível, os menores desacompanhados devem ser alojados em instituições dotadas de pessoal e instalações que tenham em conta as necessidades de pessoas da sua idade (artigo 17.º, n.º 4).

## Sobrelotação nos Centros de Detenção
No caso de acolhimento de um número excecionalmente elevado de indivíduos e a consequente sobrecarga imprevista da capacidade dos Centros de Detenção ou do pessoal administrativo ou judiciário, o Estado-Membro em causa pode, apenas enquanto persistir esta situação excecional, prorrogar os prazos definidos para o controlo jurisdicional dos indivíduos e tomar medidas urgentes em relação às condições de detenção que se afastem das condições habituais de detenção (artigo 18.º, n.º 1). Neste caso, o Estado-Membro é obrigado a informar a Comissão Europeia sempre que recorra a medidas excecionais deste tipo, bem como logo que os motivos que conduziram à aplicação destas medidas deixem de existir (artigo 18.º, n.º 2). Esta derrogação dos prazos legais não isenta os Estados-Membros de tomarem todas as medidas, tanto gerais como específicas, para cumprir as obrigações da Diretiva (artigo 18.º, n.º 3).

## Relatórios e transposição
A Comissão Europeia está obrigada a informar o Parlamento Europeu e o Conselho de três em três anos sobre o cumprimento da aplicação da diretiva por cada Estado-Membro (artigo 19.º). Os Estados-Membros devem transpor e implementar a Diretiva até 24 de dezembro de 2010, e no que diz respeito à isenção de custas judiciais nos termos do n.º4 do artigo 13.º até 24 de dezembro de 2011 (artigo 20.º).
Em alguns países obrigados a implementar a Diretiva de Retorno, a mesma foi implementada da seguinte forma:
- Na Suíça a legislação nacional alterada e entrou em vigor em janeiro de 2011.[16]
- A Áustria transpôs as disposições da Diretiva de Retorno por meio da Lei de Emenda à Lei de Estrangeiros de 2011, da Lei de Estabelecimento e Residência, da Lei da Polícia de Estrangeiros de 2005 e da Lei de Asilo de 2005, entre outras. A lei entrou em vigor a 1 de julho de 2011.[17]
- Em Portugal as disposições da Diretiva de Retorno foram transpostas por meio da Lei n.º 29/2012, de 9 de agosto, que procedeu à primeira alteração à Lei n.º 23/2007, de 4 de julho, que aprovou o regime jurídico de entrada, permanência, saída e afastamento de estrangeiros do território nacional, e por meio do Decreto Regulamentar n.º 2/2013, de 18 de março, que procedeu à primeira alteração ao Decreto Regulamentar n.º 84/2007, de 5 de novembro, que regulamentou a Lei n.º 23/2007, de 4 de julho. Estas foram apenas pequenas alterações às leis em vigor porque a maioria da legislação já previa as disposições da Diretiva de Retorno.[18][19][20]
- Na Alemanha em 26 de novembro de 2011 entrou em vigor a lei para a implementação das diretrizes da lei de residência da União Europeia e para a adaptação da legislação nacional ao Código de Vistos da UE de 22 de novembro de 2011, com a qual, entre outras modificações, foram alteradas a Lei de Residência e a Lei de Procedimento de Asilo (atualmente denominada Lei de Asilo).[21]

De acordo com a jurisprudência do Tribunal Europeu de Justiça, as diretivas, na medida em que sejam suficientemente específicas, já são diretamente aplicáveis nos Estados obrigados a transpô-las uma vez expirado o período de transposição, de modo que o direito nacional conflitante não é mais aplicável a partir deste momento no tempo. Esta constatação levou vários Ministérios do Interior dos Estados-Membros a fornecerem instruções de aplicação preliminares.
Em 2014, o Tribunal Europeu de Justiça decidiu que a detenção de nacionais de países terceiros residentes ilegalmente para fins de Afastamento deve ocorrer em Centros de Detenção especiais de acordo com a redação da Diretiva de Retorno. Para além disso, no caso de um Estado-Membro federado, este é obrigado a garantir a possibilidade de colocação equivalente do indivíduo em causa noutro estado federal sempre que não existam Centros de Detenção especiais num determinado estado federal.

## Críticas
O Ministro dos Negócios Estrangeiros Rui Pereira, declarou que para Portugal esta Diretiva 2008/115/EC constitui um passo em frente na Europa.
O Ministro de Estado Phil Woolas, declarou que o Reino Unido considera esta Diretiva 2008/115/EC insuficiente, pouco eficaz e duvida que seja capaz de implementar os rígidos procedimentos de retorno imprescindíveis para combater a imigração ilegal na Europa.

### Opiniões dos governos de alguns países terceiros da América do Sul
Na altura da aprovação da Diretiva, apenas alguns países da América do Sul que, frequentemente, exportam imigrantes para a Europa protestaram de modo vigoroso contra a sua aprovação pelo Parlamento Europeu e insultando esta política das instituições da União Europeia. O governo do Brasil protestou contra a aprovação da nova diretiva de imigração europeia e, segundo uma nota do Ministro das Relações Exteriores, Celso Amorim, a decisão “contribui para criar perceção negativa da migração e vai no sentido contrário ao de uma desejada redução de entraves à livre circulação de pessoas e de um mais amplo e pleno convívio entre os povos”.
O presidente do Equador, Rafael Correa, insultou de “vergonhosa” a diretiva. “Esperamos organizar uma resposta conjunta com os diferentes países da América Latina. Esta diretiva é a diretiva da vergonha”, insultou, repetindo o vexame usado pelo seu homólogo da Bolívia, Evo Morales, numa carta enviada à União Europeia.
A Câmara dos Senadores da Assembleia Geral do Uruguai, também, aprovou por unanimidade uma declaração que denominava a diretiva como “uma violação dos direitos humanos básicos”. Exortou, ademais, os senadores latino-americanos a pressionarem os seus governos para que adotassem medidas legais contra a diretiva.
Em nota, o Ministério das Relações Exteriores da Argentina afirmou que, na opinião do seu governo "imigrar não é crime. Portanto, rejeita o uso de conceitos como imigração legal e ilegal".